# Fortaleza de Babilonia

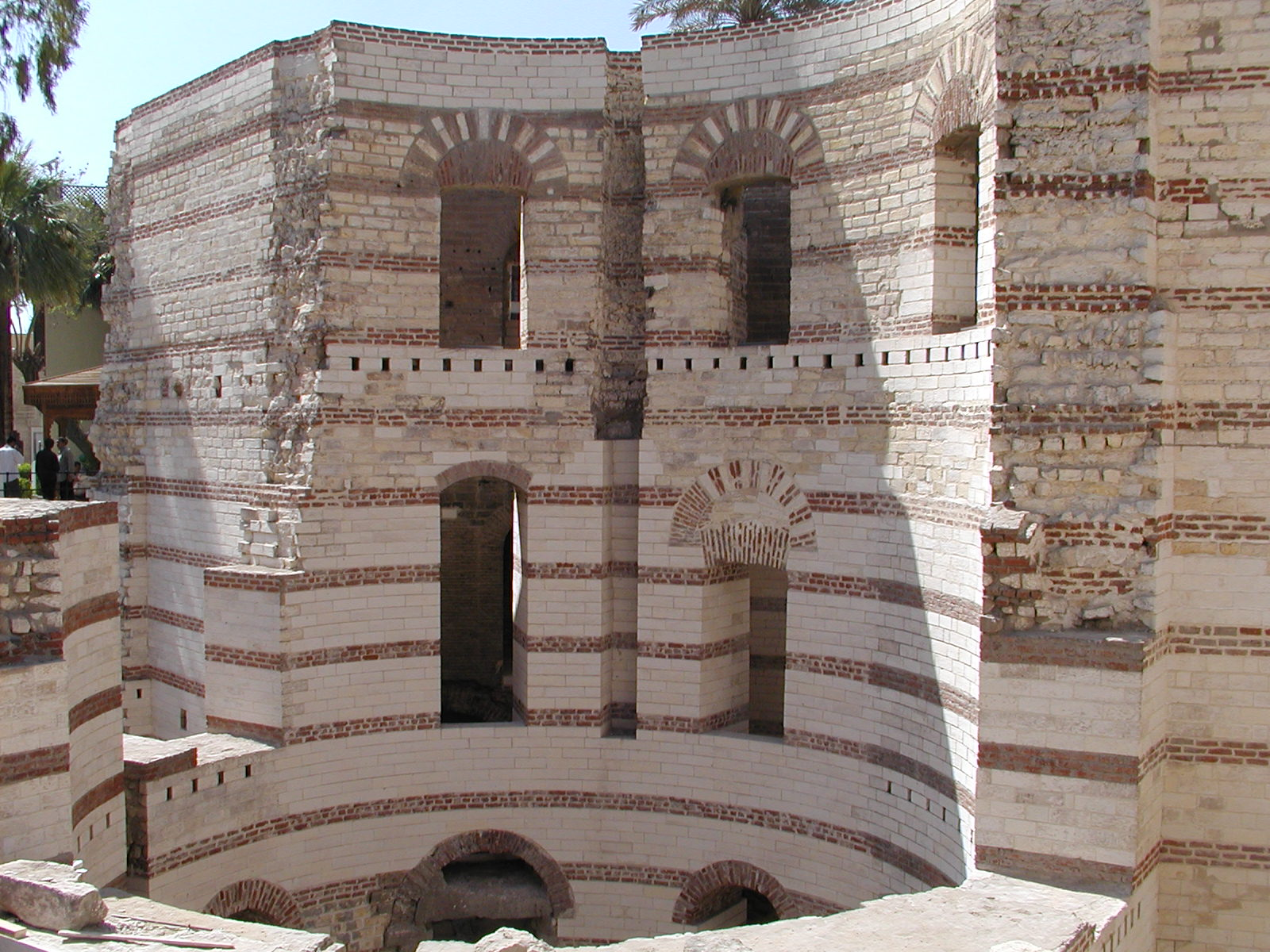
Fortaleza de Babilonia. El Cairo.

La Fortaleza de Babilonia era una antigua fortificación situada al sur del Delta del Nilo, en Egipto, dentro de la «Babilonia egipcia» (en griego Βαβυλών), en la zona conocida actualmente como el Barrio copto de El Cairo.
Estaba situada en el nomo de Heliópolis, en la orilla derecha (oriental) del Nilo, en latitud 30° N, cerca de donde empezaba el Canal faraónico (también llamado Canal de Ptolomeo o Canal de Trajano), que comunicaba el Nilo con el Mar Rojo, un precedente egipcio del Canal de Suez que hubo de ser reparado en distintas épocas.
Se atribuye la creación de la Babilonia egipcia a los seguidores babilonios de Cambises II, en el año 525 a. C. Los romanos construyeron una nueva fortaleza de albañilería, cerca del río, con bandas típicamente romanas, rojas y blancas. En la Notitia Imperii, Babilonia es mencionada como sede de la Legio XIII Gemina (Itinerario Antonino; Georg. Ravenn. etc.).